# Marcelo Antônio de Oliveira
Marcelo Antônio de Oliveira, meglio noto come Marcelinho (Cascavel, 17 luglio 1996), è un calciatore brasiliano, attaccante del CSA.

## Caratteristiche tecniche
È una seconda punta.

## Carriera
Dopo aver militato nelle serie inferiori del campionato brasiliano, nel 2019 è passato a titolo definitivo al Marítimo. Ha esordito in Primeira Liga l'11 agosto disputando l'incontro pareggiato 1-1 contro lo Sporting Lisbona.

## Palmarès

### Competizioni statali
- Campionato Paranaense: 1

Londrina: 2021

### Competizioni regionali
- Copa Verde: 1

Paysandu: 2022